# Parfait Guiagon
Parfait Guiagon (22 febbraio 2001) è un calciatore ivoriano, centrocampista dello Charleroi.

## Carriera

### Club
Inizia a giocare in patria nelle giovanili dell'Africa Sports, che nel 2019 lo cede agli israeliani del Maccabi Tel Aviv. Il 20 maggio 2020 debutta tra i professionisti, giocando l'incontro dei play-off di Ligat ha'Al vinto per 0-2 contro i rivali cittadini dell'Hapoel Tel Aviv. Non riuscendo a trovare spazio in squadra, nell'agosto 2020 viene ceduto in prestito per l'intera stagione al Beitar Tel Aviv Bat Yam, formazione della seconda divisione israeliana. Nel 2021 viene girato, sempre con la formula del prestito, al Maccabi Netanya, tornando di fatto a giocare nella massima serie israeliana.

### Nazionale
Nel 2025 ha esordito in nazionale.

## Statistiche

### Presenze e reti nei club
Statistiche aggiornate al 9 novembre 2024.
| Stagione                | Squadra                 | Campionato              | Campionato | Campionato | Coppe nazionali | Coppe nazionali | Coppe nazionali | Coppe continentali | Coppe continentali | Coppe continentali | Altre coppe | Altre coppe | Altre coppe | Totale | Totale |
| Stagione                | Squadra                 | Comp                    | Pres       | Reti       | Comp            | Pres            | Reti            | Comp               | Pres               | Reti               | Comp        | Pres        | Reti        | Pres   | Reti   |
| ----------------------- | ----------------------- | ----------------------- | ---------- | ---------- | --------------- | --------------- | --------------- | ------------------ | ------------------ | ------------------ | ----------- | ----------- | ----------- | ------ | ------ |
| 2019-2020               | Maccabi Tel Aviv        | LHA                     | 0+3        | 0          | CI+CdL          | 0               | 0               |                    | -                  | -                  |             | -           | -           | 3      | 0      |
| 2020-2021               | Beitar Tel Aviv Bat Yam | LL                      | 26         | 4          | CI              | 5               | 2               |                    | -                  | -                  |             | -           | -           | 31     | 6      |
| 2021-2022               | Maccabi Netanya         | LHA                     | 19+9       | 4+1        | CI+CdL          | 1+0             | 0               |                    | -                  | -                  |             | -           | -           | 29     | 5      |
| 2022-2023               | Maccabi Tel Aviv        | LHA                     | 25+7       | 3+1        | CI+CdL          | 2+2             | 0+1             | UECL               | 3                  | 0                  |             | -           | -           | 39     | 5      |
| lug.-ago. 2023          | Maccabi Tel Aviv        | LHA                     | 0          | 0          | CI+CdL          | 0               | 0               | UECL               | 3                  | 1                  |             | -           | -           | 3      | 1      |
| Totale Maccabi Tel Aviv | Totale Maccabi Tel Aviv | Totale Maccabi Tel Aviv | 25+10      | 4          |                 | 4               | 1               |                    | 6                  | 1                  |             | -           | -           | 45     | 6      |
| ago. 2023-2024          | Charleroi               | D1                      | 23+6       | 5+1        | CB              | 2               | 0               | -                  | -                  | -                  | -           | -           | -           | 31     | 6      |
| 2024-2025               | Charleroi               | D1                      | 12         | 3          | CB              | 0               | 0               | -                  | -                  | -                  | -           | -           | -           | 12     | 3      |
| Totale Charleroi        | Totale Charleroi        | Totale Charleroi        | 35+6       | 8+1        |                 | 2               | 0               |                    | -                  | -                  |             | -           | -           | 43     | 9      |
| Totale carriera         | Totale carriera         | Totale carriera         | 130        | 22         |                 | 12              | 3               |                    | 6                  | 1                  |             | -           | -           | 148    | 26     |

### Cronologia presenze e reti in nazionale
| Cronologia completa delle presenze e delle reti in nazionale ― Costa d'Avorio | Cronologia completa delle presenze e delle reti in nazionale ― Costa d'Avorio | Cronologia completa delle presenze e delle reti in nazionale ― Costa d'Avorio | Cronologia completa delle presenze e delle reti in nazionale ― Costa d'Avorio | Cronologia completa delle presenze e delle reti in nazionale ― Costa d'Avorio | Cronologia completa delle presenze e delle reti in nazionale ― Costa d'Avorio | Cronologia completa delle presenze e delle reti in nazionale ― Costa d'Avorio | Cronologia completa delle presenze e delle reti in nazionale ― Costa d'Avorio |
| Data                                                                          | Città                                                                         | In casa                                                                       | Risultato                                                                     | Ospiti                                                                        | Competizione                                                                  | Reti                                                                          | Note                                                                          |
| ----------------------------------------------------------------------------- | ----------------------------------------------------------------------------- | ----------------------------------------------------------------------------- | ----------------------------------------------------------------------------- | ----------------------------------------------------------------------------- | ----------------------------------------------------------------------------- | ----------------------------------------------------------------------------- | ----------------------------------------------------------------------------- |
| 10-6-2025                                                                     | Toronto                                                                       | Canada                                                                        | 0 – 0 (4 – 5 dtr)                                                             | Costa d'Avorio                                                                | Amichevole                                                                    | -                                                                             | 69’ 76’                                                                       |
| Totale                                                                        |                                                                               | Presenze                                                                      | 1                                                                             |                                                                               | Reti                                                                          | 0                                                                             |                                                                               |

## Palmarès

### Club

#### Competizioni nazionali
- Campionato israeliano: 1

Maccabi Tel Aviv: 2019-2020